# 佐藤曉
佐藤曉（さとう さとる、1959年- ）は、日本の教育学者、岡山大学教授。

## 略歴
埼玉県生まれ。1983年筑波大学卒、85年同大学院教育研究科障碍児教育修士課程修了、2001年「モデルパターン動作の獲得度を指標とした脳性まひ児の動作不自由と動作発達に関する分析」で博士（学校教育学）(兵庫教育大学)。1985年鹿児島経済大学講師、助教授、2000年岡山大学教育学研究科助教授をへて、04年教授。障碍児教育が専門。

## 著書
- 『脳性まひ児の動作不自由と動作発達』風間書房 2002
- 『発達障害のある子の困り感に寄り添う支援 通常の学級に学ぶLD・ADHD・アスペの子どもへの手立て』学習研究社 2004
- 『見て分かる困り感に寄り添う支援の実際 通常の学級に学ぶLD・ADHD・アスペの子どもへの手立て』学習研究社 2006
- 『自閉症児の困り感に寄り添う支援』学習研究社 2007
- 『特別支援教育コーディネーターの手引き』東洋館出版社 (特別な支援が必要な子どもたちへ 2008
- 『子どもも教師も元気が出る授業づくりの実践ライブ』学研教育出版 2009
- 『発達に課題のある子の保育の手だて 実践満載 ビジュアルブック』岩崎学術出版社 2010
- 『絵でわかる自閉症児の困り感に寄り添う保育』学研教育出版 2010
- 『どの子もこぼれ落とさない授業づくり45 これからの特別支援教育の話をしよう』岩崎学術出版社 2012
- 『入門特別支援学級の学級づくりと授業づくり 初めての特別支援学級担任のために』学研教育出版 2012
- 『障がいのある子の保育・教育のための実践障がい学』ミネルヴァ書房 2015
- 『わが子に障がいがあると告げられたとき 親とその支援者へのメッセージ』岩崎学術出版社 (シリーズ・子どもと親のこころを支える 2017

### 共編著
- 『発達障害のある子の保育の手だて 保育園・幼稚園・家庭の実践から』小西淳子共著 岩崎学術出版社 2007
- 『保幼-小が連携する特別支援教育 就学準備→通学のサポート実務百科』堀口貞子,二宮信一共編著 明治図書出版 2008
- 『子どもをつなぐ学級づくり』守田暁美共著 東洋館出版社 2009
- 『こぼれ落ちる子をつくらない「聴く保育」  子どもの力をのばす68のヒント』小西淳子共著 岩崎学術出版社 2013
- 『発達障害のある子のサポートブック 保育・教育の現場から寄せられた学習困難・不適切行動へのすぐできる対応策2800』日本版PRIM作成委員会編,榊原洋一共著 学研教育出版 2014